# Enoploides longisetosus
Enoploides longisetosus is een rondwormensoort uit de familie van de Thoracostomopsidae.